# Riki Lindhome
Erika Lindhome, detta Riki (Coudersport, 5 marzo 1979), è un'attrice statunitense.

## Filmografia

### Attrice

#### Cinema
- Million Dollar Baby, regia di Clint Eastwood (2004)
- Berkeley, regia di Bobby Roth (2005)
- Embedded, regia di Tim Robbins (2005)
- Pulse, regia di Jim Sonzero (2006)
- Changeling, regia di Clint Eastwood (2008)
- La ragazza del mio migliore amico (My Best Friend's Girl), regia di Howard Deutch (2008)
- Powder Blue, regia di Timothy Linh Bui (2009)
- L'ultima casa a sinistra (The Last House on the Left), regia di Dennis Iliadis (2009)
- A Good Funeral, regia di David Moreton (2009)
- Much Ado About Nothing, regia di Joss Whedon (2012)
- Fun Size, regia di Josh Schwartz (2012)
- Hell Baby, regia di Robert Ben Garant e Thomas Lennon (2013)
- In fuga per amore, regia di Rachel Lee Goldenberg (2013)
- A Better You, regia di Matt Walsh (2014)
- The Dramatics: A Comedy, regia di Scott Rodgers (2015)
- Under the Silver Lake, regia di David Robert Mitchell (2018)
- Cena con delitto - Knives Out (Knives Out), regia di Rian Johnson (2019)

#### Televisione
- Buffy l'ammazzavampiri (Buffy the Vampire Slayer) – serie TV, episodio 7x06 (2002)
- Una mamma per amica (Gilmore Girls) – serie TV, 5 episodi (2002-2006)
- Heroes – serie TV, episodio 1x03 (2006)
- The Big Bang Theory – serie TV,   :Ramona Nowitzki episodi 2x06-10x24-11x01 (2008; 2017)
- Criminal Minds – serie TV, episodio 4x09 (2008)
- Bones – serie TV, episodio 5x02 (2009)
- Drop Dead Diva – serie TV, episodio 2x06 (2010)
- Dr. House - Medical Division (House, M.D.) – serie TV, episodio 6x17 (2010)
- Enlightened - La nuova me (Enlightened) – serie TV, 5 episodi (2011-2013)
- New Girl – serie TV, episodio 3x04 (2013)
- Super Fun Night – serie TV, episodi 1x04-1x11-1x12 (2013-2014)
- Garfunkel and Oates – serie TV, 8 episodi (2014)
- Another Period – serie TV, 32 episodi (2015-2018)
- I Muppet (The Muppets) – serie TV, 4 episodi (2015)
- Brooklyn Nine-Nine – serie TV, episodio 3x09 (2015)
- House of Lies – serie TV, episodio 5x07 (2016)
- Modern Family – serie TV, episodio 9x13 (2018)
- Kidding - Il fantastico mondo di Mr. Pickles (Kidding) – serie TV, episodio 1x03-1x10 (2018)
- Law & Order - Unità vittime speciali (Law & Order: Special Victims Unit) – serie TV, episodio 22x02 (2021)
- Mercoledì (Wednesday) – serie TV, 8 episodi (2022)

### Doppiatrice
- Mostri contro alieni (Monsters vs. Aliens) – serie animata, 26 episodi (2013-2014)
- Nerdland, regia di Chris Prynoski (2016)
- LEGO Batman - Il film (The Lego Batman Movie), regia di Chris McKay (2017)
- Duncanville – serie animata, 34 episodi (2020-2022)

## Riconoscimenti
- Premio Emmy
  - 2016 – Candidatura alla miglior canzone originale per Garfunkel & Oates

## Doppiatrici italiane
Nelle versioni in italiano delle opere in cui ha recitato, Riki Lindhome è stata doppiata da:
- Domitilla D'Amico in The Big Bang Theory, L'ultima casa a sinistra, I Muppet, Cena con delitto - Knives Out
- Gilberta Crispino ne La ragazza del mio migliore amico
- Georgia Lepore in Million Dollar Baby
- Patrizia Mottola in Nip/Tuck
- Valentina Favazza in Enlightened - La nuova me
- Claudia Scarpa in Super Fun Night
- Ilaria Latini in Under the Silver Lake
- Barbara De Bortoli in Mercoledì

Da doppiatrice è sostituita da:
- Irene Trotta in LEGO Batman - Il film
- Letizia Ciampa in Duncanville
- Myriam Catania e Federica De Bortoli in Mostri contro alieni